# Touraco doré
Tauraco bannermani
Espèce
Statut de conservation UICN

 EN B1ab(i,ii,iii,iv,v) : En danger
Statut CITES
Le Touraco doré (Tauraco bannermani) ou Touraco de Bannerman, est une espèce d'oiseaux de la famille des Musophagidae. 
Son nom scientifique rend hommage à l'ornithologue britannique David Armitage Bannerman (1886-1979).

## Répartition
Cet oiseau est endémique des forêts des hauts plateaux camerounais.

## Menaces
Il est menacé par la déforestation.